# Jonas Schenderlein
Jonas Schenderlein (Jena, 21 settembre 1996) è un giocatore di football americano tedesco, che gioca come kicker per i Berlin Thunder.
Da ragazzo ha giocato a calcio, avvicinandosi al football americano solo durante il periodo trascorso in high school negli Stati Uniti; ha proseguito giocando per la squadra universitaria dei Concordia Golden Bears. Dal 2021 gioca in ELF, con i Berlin Thunder.